# Stanislas Curyl
Stanislas Curyl est un footballeur français né le 24 avril 1929 à Wittelsheim (Haut-Rhin) et mort le 17 avril 2017 à Saint-Brieuc. Il mesure 1,64 m pour 65 kg. Ce joueur a été attaquant au FC Sète où il a été international A en 1952.

## Carrière de joueur
- 1945-1950 : Wittelsheim
- 1950-1951 : FC Mulhouse
- 1951-1953 : FC Sète
- 1953-1956 : RC Paris
- 1956-1958 : Olympique de Marseille
- 1958-1959 : FC Metz
- 1959-1961 : AS Troyes-Savinienne
- 1961-? : Sportive Thionvilloise[2]

## Palmarès
- Vainqueur de la Coupe Charles Drago 1957 avec l'Olympique de Marseille
- International A en 1952 (2 sélections)